# 辣酒煮花螺
辣酒煮花螺是一道具有大牌檔風味的香港海鮮小菜，此小菜始創於香港島灣仔區皇后大道東大佛口地區的熟食店，在中國廣東和澳門地區亦可見此菜。

## 做法
烹調此小菜應使用從海中撈獲的新鮮花螺或東風螺，至於淡水螺如田螺因為較多寄生蟲，並不適合取代海螺。螺要先放入已混和鹽的清水中約一至兩小時，讓螺自行排出體內的沙粒，再沖洗乾淨，然後放入加有蔥段和姜片的滾水中略燙後撈起，隔水備用，這道工序是要清除螺殼表面及內部的污物，不是要把螺煮熟，此時煮太久會影響肉質。在鍋燒熱油，把切段的指天椒、切碎的紅蔥頭及蒜茸爆香，再拌入豆瓣醬，放入螺略炒，可按對濃淡口味的喜好加入蠔油、海鮮醬或沙爹醬等調味料，也可放入更多辣椒提升辣度，亦可放入花椒、八角等香料提升香味，然後加入米酒及清湯，如沒有清湯也可使用開水取代，蓋上鍋蓋煮約五分鐘或至螺被煮熟，上菜前可酌量加一些麻油和白胡椒粉調味，可使用牙籤挑出螺肉食用。